# Robert Noir
Ernest Noir ou Robert Noir, pseudonyme à partir de 1912 d’Ernest Léon Salmon 
(Paris, 16 mai 1864 - Paris, 13 mai 1931), 
est un peintre français, illustrateur et aquarelliste.
Robert Noir peint des scènes militaires, des scènes de genre et des portraits dans la tradition réaliste, puisant ses sujets dans la vie rurale et la société paysanne qui l’entoure à Bois-le-Roi, et dans une seconde manière plus satirique, des portraits de la vie de Bohème et des bas-fonds de Paris. 

## Biographie
Ernest Salmon est le fils de Louis Noir (1837-1901), l’écrivain, et le neveu de Victor Noir (1848-1870), tué par balle le 10 janvier 1870 par un distant parent de l’Empereur, le prince Pierre-Napoléon Bonaparte. La mort violente de son oncle alors qu'il avait six ans, ajouté au fait que son père voue un véritable culte macabre à son frère cadet, au point de conserver son crâne comme memento mori, le hantera toute sa vie. 
Depuis 1871 Louis Noir et sa famille vivent à Bois-le-Roi, et c'est Charles Castellani, un ami de son père, résidant aussi dans la bourgade, qui initie Robert Noir à la peinture, et le présente à son ancien maître, Adolphe Yvon. À seulement 20 ans Robert Noir expose au Salon de 1884 (Intérieur).
L'envoi au Salon de 1886 est un portrait de son père (aujourd'hui dans la collection de la Mairie de Bois-le-Roi) et celui de 1887 Le 115e de ligne à la bataille de Toulouse, avril 1814 est un fait d’armes du 115e régiment d’infanterie contre une brigade écossaise, c'est une commande du régiment dans lequel Noir fait son service militaire. Il s’y lie d’amitié avec Georges d’Esparbès, futur écrivain populaire, chantre des faits d’armes du Premier Empire et des grognards de Napoléon, futur conservateur du château de Fontainebleau de 1905 à 1930.
Les deux amis fréquentent la Bohème parisienne au cabaret du Chat noir à Montmartre et celui des Quat’z’Arts. Ils y rencontrent Maupassant, l’illustrateur André Gill, les membres du club littéraire des Hydropathes, auquel appartient, entre autres, Jean Richepin, Jules Laforgue, Alphonse Allais, et Sarah Bernhardt... Le club des Hydropathes devint Les Hirsutes en 1881, un club au même ton satirique.

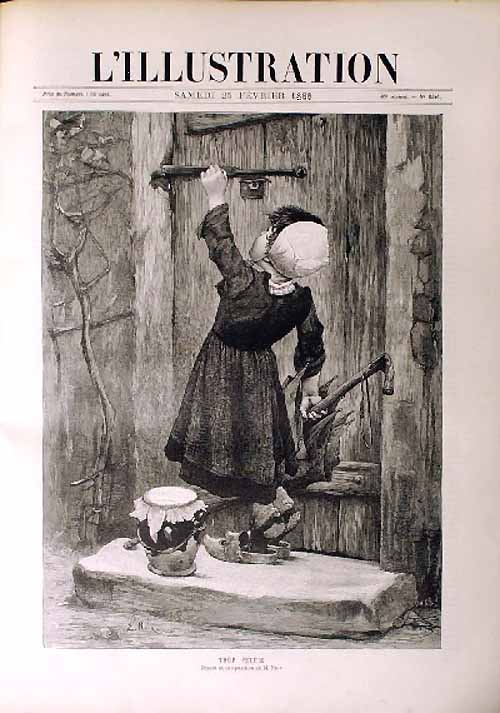
Robert Noir, Trop Petite - couverture de L'Illustration du 25 février 1889

Robert Noir se fait plus largement connaître par la reproduction sur la couverture de L’Illustration du 25 février 1889, de son tableau Trop petite. Dans le même style des scènes de genre réalistes du XVIIe siècle hollandais Noir expose au Salon de 1889 L’Onglée.  
En 1890 il quitte Bois-le-Roi pour Paris, fréquente les ateliers d’Yvon et de Georges Hébert (1837-1904), expose au Salon des Champs Élysée, L’Aumône - reproduite dans Le Monde Illustré du 4 octobre 1890. 
De 1891 à 1896, il fait plusieurs séjours aux Pays-Bas y trouvant inspiration. Sa dernière toile exposée au Salon en 1897 Ramasseuses de bois mort, montre un nouveau style et un pathos proche de celui de Toulouse-Lautrec. Hésitant entre la littérature et la peinture, il cesse d’exposer au Salon entre 1897 et 1903.
En 1903, Noir de retour à Bois-le-Roi après la mort de son père, invite Louis de Monard à le rejoindre, les deux amis travaillent dès lors entre Paris et Bois-le-Roi.
Si l’État acquiert Près de la Fenêtre en 1908, Maternité en 1913, Le Rouquin et En Hiver en 1919, Robert Noir ne deviendra jamais un peintre officiel. Ce sont ses amis qui lui apportent soutien moral et financier, tel Louis de Monard qui le fait participer à la 20e exposition des Peintres et Sculpteurs de Chasse et de Vénerie en 1909, ou Théophile Alexandre Steinlen, qui le fait participer au Salon des Humoristes en 1912 à la Galerie de la Boétie à Paris. A partir de 1925, le photographe d’art réputé, Jean Vincent, devient son mécène et l’introduit auprès de ses amis.  
Le spleen baudelairien est omniprésent dans l’œuvre de Noir, ainsi que la déchéance et la mort. Âme tourmentée, il disait aimer la misère et son œuvre s’inscrit dans la tradition du misérabilisme réaliste du XIXe siècle dans l’art et la littérature. La Guerre de 1914-1918 lui inspira des œuvres sombres. En 1918, il présente 80 œuvres qui mêlent le burlesque au tragique dans une exposition personnelle à la Galerie Devambez à Paris, dont le catalogue est préfacé par Jehan-Rictus.
Le 13 mai 1931 au Bois de Boulogne, il se pend à une branche, se tire une balle de revolver dans la tempe, laissant dans sa poche un simple message : « Paris, le 13 mai 1931, après-midi, je me suicide. Robert NOIR. » Malgré son désir d’être incinéré, ses amis proches et dévoués, dont de Monard et d’Esparbès, décidèrent de l’enterrer dans le caveau de son oncle Victor Noir au Père-Lachaise, avec le crâne de ce dernier que lui avait légué son père Louis Noir.

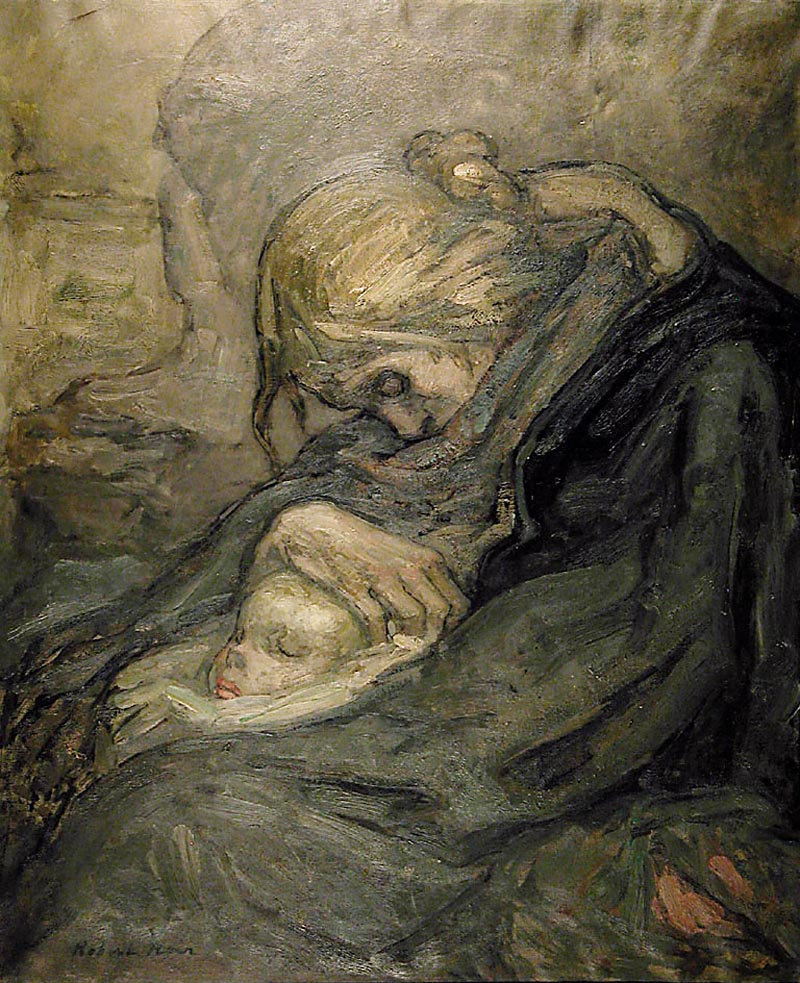
Robert Noir, Mère et son enfant

## Œuvres
Bois-le-Roi, Mairie :
- Portrait de Louis Noir (salon 1886)
- Paysage de neige

Paris, Petit Palais :
- Près de la Fenêtre

Vernon (Eure), Musée Alphonse-Georges-Poulain :
- Peintures
- Naine vêtue en bohémienne (après 1900), huile sur toile, 65 × 50 cm (inv. 80.8.31)
- Ramasseuses de bois mort (après 1900), huile sur toile, 93 × 65 cm (inv. 80.8.32)
- Passionnément, (Salon des Humoristes en 1912), huile sur panneau en bois d'acajou, 41 × 32,5 cm (inv. 80.8.26)
- Dans la tranchée (1914-18), huile sur carton, 50,5 × 65,5 cm (inv. 94.2.2)
- L'Exode ou Au Pays dévasté (1914-18),  huile sur toile, 76 × 64,5 cm (inv. 87.11.1)
- Le Retour des Poilus (1914-18), (1914-18), huile sur carton, 65,5 × 50,5 cm (inv. 94.2.1)
- Mère et enfant par temps de neige (1914-18), huile sur toile, 65 × 50 cm (inv. 80.8.30)
- Portrait d'Eugénie Noir, mère de l'artiste (avant 1920), huile sur bois, 55 × 45,5 cm (inv. 80.8.33)

- Gouaches & aquarelles
- Jeune garçon à la toupie, avant 1914
- L’enfant puni, avant 1914
- Dans un coin. Autoportrait, avant 1931
- Vieux chasseur et son chien

- Fusain & Pastels
- L’accolade
- La perruque
- Veillée mortuaire

- Sculpture
- Jeune hollandaise, terre crue, 1890